# Grandma's Boy (película de 1922)
Grandma's Boy es una película de comedia familiar de 1922  protagonizada por Harold Lloyd . La película fue muy influyente, ayudando a ser pioneros en comedias de largometraje que combinaban gags con desarrollo de personajes. Esta película también fue inmensamente popular, comercialmente exitosa en su época. .

## Trama
El niño de la abuela es un tímido cobarde que no puede reunir el coraje para cortejar a su niña y le tiene miedo a su rival. Su amorosa abuela le da un encanto mágico de la Guerra Civil que había usado su abuelo, lo que le da el coraje de capturar a un criminal del pueblo y ganar a la niña. El "encanto mágico" resulta ser el mango de su paraguas y su abuela pretendía que era mágico todo el tiempo.

## Reparto
- Harold Lloyd - El niño de la abuela[2]: 9  / Abuelo
- Mildred Davis - Su chica[2]: 9
- Anna Townsend - Abuela[2]: 9
- Dick Sutherland - El vagabundo[2]: 9
- Charles Stevenson - su Rival / Union General
- Noah Young - Sheriff[2]: 9